# 格氏褶麗魚
格氏褶麗魚為輻鰭魚綱鱸形目隆頭魚亞目慈鯛科的其中一種，分布於非洲馬達加斯加東部淡水、半鹹水流域，體長可達21.3公分，棲息在底層水域，生活習性不明。

## 擴展閱讀
維基物種上的相關：格氏褶麗魚